# Nogometno prvenstvo Bosne i Hercegovine – 5. ligaški rang 2022./23.
Ljestvice i sastavi liga petog stupnja nogometnog prvenstva Bosne i Hercegovine u sezoni 2022./23. 

## Federacija BiH

### 2. ŽNL Posavina
Uključuje i klubove s područja Tuzlanske županije i Brčko Distrikta.
| mj. | klub                       | ut.                    | pob.                   | ner.                   | por.                   | gol+                   | gol-                   | bod                    | bod-                   |
| --- | -------------------------- | ---------------------- | ---------------------- | ---------------------- | ---------------------- | ---------------------- | ---------------------- | ---------------------- | ---------------------- |
| 1.  | Ratkovići                  | 12                     | 7                      | 1                      | 4                      | 34                     | 24                     | 22                     |                        |
| 2.  | Frankopan Špionica Srednja | 12                     | 7                      | 0                      | 5                      | 30                     | 29                     | 21                     |                        |
| 3.  | Mladost Sibovac            | 12                     | 7                      | 0                      | 5                      | 42                     | 21                     | 18                     | -3                     |
| 4.  | Izbor Brčko                | 12                     | 5                      | 2                      | 5                      | 26                     | 36                     | 17                     |                        |
| 5.  | Mladost Vidovice           | 12                     | 5                      | 1                      | 6                      | 22                     | 31                     | 16                     |                        |
| 6.  | Napredak Omerbegovača      | 12                     | 5                      | 0                      | 7                      | 27                     | 29                     | 15                     |                        |
| 7.  | Trešnjevka Maoča           | 12                     | 4                      | 0                      | 8                      | 23                     | 36                     | 12                     |                        |
|     | OFK Brčko                  | odustali od natjecanja | odustali od natjecanja | odustali od natjecanja | odustali od natjecanja | odustali od natjecanja | odustali od natjecanja | odustali od natjecanja | odustali od natjecanja |

 Izvori: 

 sportdc.net, rezultati 

 sportdc.net, ljestvica 

 posavinasport.com  

 posavinasport.com, rezultati i ljestvica 

 posavinasport.com, rezultatska križaljka 

 posavinasport.com, rezultati (verzija za ispis) 

 sofascore.com 

 tipscore.com 

## Vanjske poveznice
- (engl.) sofascore.com, Football -> Bosnia & Herzegovina Amateur
- (engl.) tipscore.com, Football -> Bosnia & Herzegovina Amateurs  Arhivirana inačica izvorne stranice od 7. listopada 2022. (Wayback Machine)